# Gymnocanthus vandesandei
Gymnocanthus vandesandei és una espècie de peix pertanyent a la família dels còtids. que es troba a l'Atlàntic oriental central: el Sàhara Occidental.
És un peix marí, demersal i de clima subtropical que viu entre 18 i 27 m de fondària. És inofensiu per als humans.